# Prosopocera turei
Prosopocera turei är en skalbaggsart som beskrevs av Teocchi 1998. Prosopocera turei ingår i släktet Prosopocera och familjen långhorningar. Inga underarter finns listade i Catalogue of Life.